# Leichtathletik-Weltmeisterschaften 2017/Teilnehmer (Swasiland)
| Gelbes Symbol für Goldmedaillen mit stilisierten Olympischen Ringen | Graues Symbol für Silbermedaillen mit stilisierten Olympischen Ringen | Braundes Symbol für Bronzemedaillen mit stilisierten Olympischen Ringen |
| ------------------------------------------------------------------- | --------------------------------------------------------------------- | ----------------------------------------------------------------------- |
| —                                                                   | —                                                                     | —                                                                       |

Von Swasiland (später: Eswatini) wurde ein Athlet für die Weltmeisterschaften in London nominiert.

## Ergebnisse

### Männer

#### Laufdisziplinen
| Athlet             | Disziplin | Vorlauf | Vorlauf | Halbfinale         | Halbfinale         | Finale             | Finale             |
| Athlet             | Disziplin | Zeit    | Platz   | Zeit               | Platz              | Zeit               | Platz              |
| ------------------ | --------- | ------- | ------- | ------------------ | ------------------ | ------------------ | ------------------ |
| Sibusiso Matsenjwa | 200 m     | 20,67 s | 32      | nicht qualifiziert | nicht qualifiziert | nicht qualifiziert | nicht qualifiziert |